# Belonesox
 Belonesox és un gènere de peixos de la família dels pecílids i de l'ordre dels ciprinodontiformes.

## Taxonomia
- Belonesox belizanus (Kner, 1860)[2][3][4][5][6]